# Анали Херардо Лосоја
Ана Лилија Херардо Лосоја (шп. Ana Lilia Gerardo Lozoya, Гвасаве, 5. октобар 1973), познатија као Анали (шп. Analí, енгл. Analy), мексичка је певачица, вокални тренер и позоришна и гласовна глумица.
Долази из породице која се развила у уметничком медију, углавном у певању, што је, како она каже, дефинитивно утицало на њен живот и одлуку да се бави певањем. Снимала је више синглова, генерално за независну продукцију, а имала је и више улога у позоришту. Свету најпознатија је по улогама у синхронизацијама Дизнијевих филмова, а посебно се издвајају Јасмин из филма Аладин и Мулан из истоименог филма. Верзије песама које је Анали отпевала у овим филмовима, сматрају се једним од најбољих на свету. Такође је била изабрана за лик Анастасије из истоименог Дизнијевог филма и снимила све песме, међутим, у задњем тренутку је замењена доста познатијом певачицом — Талијом.

## Дискографија
| Година | Назив | Назив (српски)                            | Издавачка кућа       |
| ------ | ----- | ----------------------------------------- | -------------------- |
| 1989   |       | Једна песма није доста                    |                      |
| 1993   |       | Не остављај ме овако                      |                      |
| 1990   |       | Певај Божић                               | независна продукција |
| 2000   |       | Навиленијум, уметност певања              | независна продукција |
| 2006   |       | Захвалност великим женама мексичке музике | независна продукција |
| 2006   |       | Одавде иде стварно                        | независна продукција |
| 2007   |       | Концерт примавере                         | независна продукција |

## Синхронизација
| Година | Шпански назив | Српски назив                 | Улога              | Позиција |
| ------ | ------------- | ---------------------------- | ------------------ | -------- |
| 1992   |               | Аладин                       | Јасмин             | песме    |
| 1994   |               | Аладин 2: Повратак Џафара    | Јасмин             | песме    |
| 1996   |               | Аладин и краљ лопова         | Јасмин             | песме    |
| 1998   |               | Мулан                        | Мулан              | песме    |
| 1998   |               | Принц Египта                 |                    | хор      |
| 2001   |               | Јосип: Краљ снова            | Асенат             | песме    |
| 2004   |               | Краљ лавова 3: Хакуна матата | Љубав је у ваздуху | солиста  |
| 2004   |               | Мулан II                     | Мулан              | песме    |
| 2005   |               | Тарзан 2                     |                    | хор      |

## Позориште
| Назив | Редитељ Диригент |
| ----- | ---------------- |
|       | Мемо Мендес      |
|       | Маноло Фабрегас  |
|       | Енрике Кахеро    |
|       | Леополдо Фалкон  |
|       | Мемо Мендес      |
|       | Карина Допрес    |

## Награде
- Друго место на фестивалу Valores Juveniles, Мексико, 1989
- Прво место на OTI фестивалу са песмом Una Canción no es Suficiente, Мајами, Флорида, 1989
- Прво место на фестивалу Valores Juveniles, поводом двадесет година Мексика